# District de Montargis
Le district de Montargis est une ancienne division administrative française du département du Loiret de 1790 à 1795.

## Présentation
Le district est créé à la Révolution française.
Il est composé des cantons de Montargis, Chateaurenard, Chatillon, Corbeilles, Courtenay, Ferrières, Lorris, Canton de Nogen-sur-Vernisson, Saint-Maurice-sur-Fessard et La Selle-sur-le-Bied.